# Oxalis discolor
Oxalis discolor är en harsyreväxtart som beskrevs av Johann Friedrich Klotzsch. Oxalis discolor ingår i släktet oxalisar, och familjen harsyreväxter. Inga underarter finns listade i Catalogue of Life.